# هوستوفتسي
هوستوفتسي (بالبلغارية: Христовци)‏ قرية تقع إدارياً ضمن تريافنا في بلغاريا. ويبلغ عدد سكانها 5 نسمة حسب تعداد 15 مارس 2015. تعتمد هوستوفتسي للبريد على الرمز البريدي 5365 وللاتصالات على رمز الاتصال الهاتفي المحلي 06151.